# Brian Dinkelman
Brian Dinkelman (10 de noviembre de 1983) es un jugador de las Grandes Ligas de Béisbol. Juega de segunda base para el Minnesota Twins.